# Marina de Navasal
Marina Kunstmann Oettinger, més coneguda com a Marina de Navasal (Valdivia, 11 de maig de 1922-Machalí, 25 gener de 2016), va ser una periodista, presentadora de televisió i locutora de ràdio xilena d'ascendència alemanya.

## Biografia
Quarta filla del matrimoni d'Arturo Kunstmann Gerkens i Inés Oettinger. Es va casar amb el també periodista espanyol José María Navasal, per la qual cosa va començar a signar amb el cognom Navasal. El matrimoni va tenir dos fills, Joaquín i Ximena, tots dos periodistes.
Es va iniciar en el periodisme el 1945, en el diari Las Últimas Noticias, i posteriorment El Mercurio de Santiago. També va ser columnista en els diaris El Mercurio de Valparaíso i El Rancagüino. El 1955 va crear l'Agència Informativa Orbe al costat de Alfredo Valdés Loma, Andrés Aburto i el seu marit. Va ser columnista de les revistes Ecran, on va ser directora entre 1960 i 1964, i TV Guía.
En televisió va ser panelista del programa de televisió de Canal 13, Almorzando en el trece (1974-2000), i locutora de la ràdio Prat, tots dos al costat del seu marit José María. El 29 de juliol de 1981 va comentar en directe —al costat del seu marit— les noces reals entre Carles de Gal·les i Diana Spencer, més coneguda com a Lady Di, pel Canal 13.
El 1985 va guanyar el Premi Lenka Franulic, i el 1995 va rebre al costat del seu marit el Premi Orbe.
Va enviduar el 1999. Va morir el 25 de gener de 2016 a la seva llar, a Machalí.